# Temps nouveaux (parti politique)
Temps nouveaux (en bulgare : Новото време, NV) est un parti politique bulgare de centre droit, de tendance libérale.

## Histoire

### Création
Il est fondé le 10 mars 2004 par onze députés du Mouvement national Siméon II (NDSV), alors majoritaire à l'Assemblée nationale. Son congrès fondateur se tient le 10 juillet suivant, à Sofia. Le lendemain, le député Emil Kochloukov en prend la présidence.

### Participation au gouvernement
Il soutient alors le gouvernement de Simeon Sakskoburggotski. Lors du remaniement du 23 février 2005, l'un des vice-présidents du parti, Miroslav Sevlievski, est nommé ministre de l'Énergie.

### L'échec aux législatives
NV se présente ensuite aux élections législatives du 25 juin 2005 et remporte 3,01 % des suffrages, alors que le seuil minimal pour intégrer l'Assemblée nationale est de 4 % des voix. Bien qu'il n'ait présenté aucun candidat aux élections législatives du 5 juillet 2009, le parti continue d'exister au niveau local.
Lors des élections européennes de 2019, Temps nouveaux se présente en alliance avec le Mouvement national pour la stabilité et le progrès mais la liste termine à la huitième place avec 1 % des voix.